# 昆山石

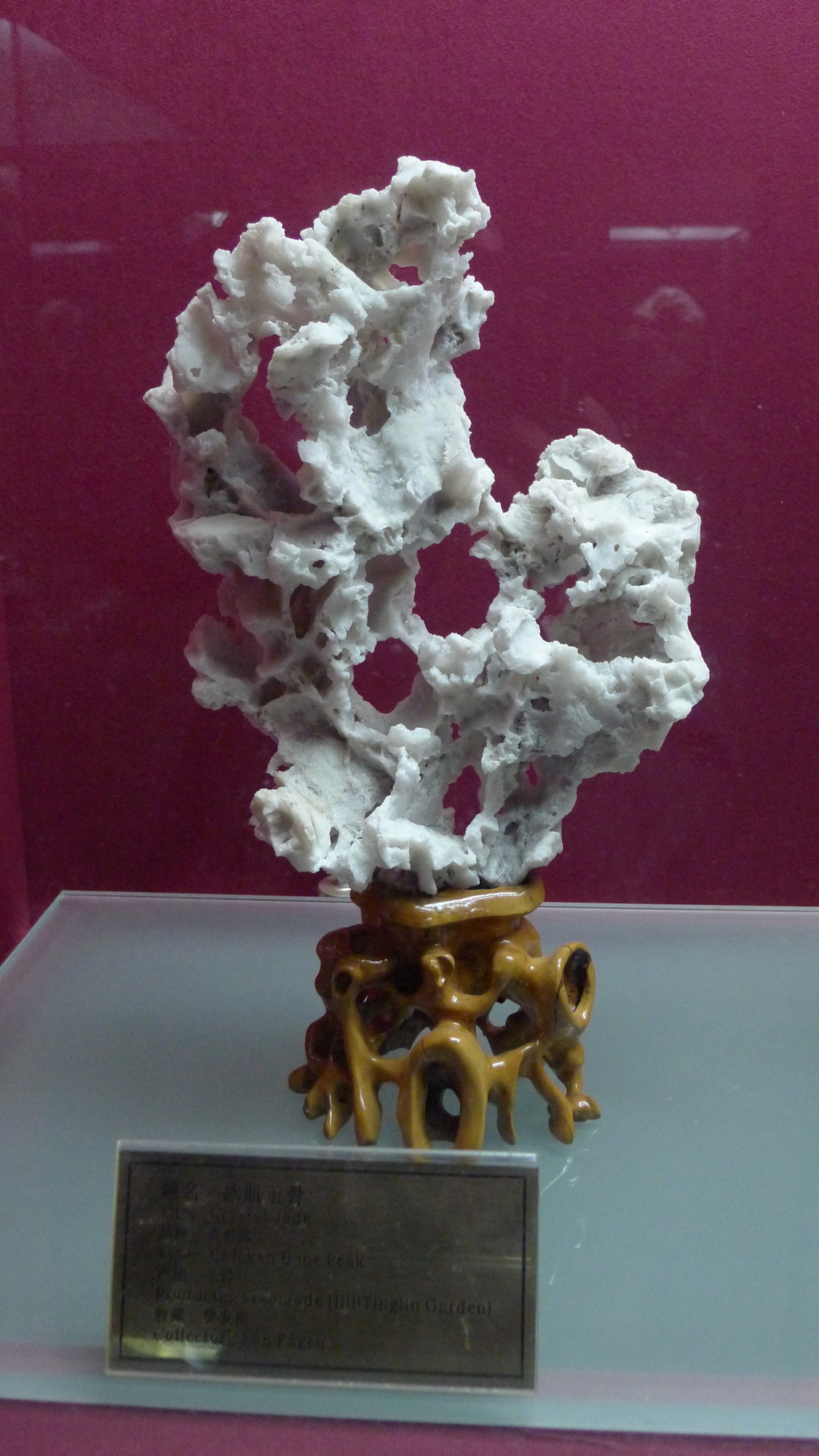
昆山亭林公园昆山石馆收藏的昆山石

昆山石，中国著名的观赏奇石之一，只产自江苏省昆山市马鞍山，从土挖出，精心清洗泥土而得，来源稀少。
- 明文震亨在《长物志》一书中写道：“昆山石……以白色者为贵。”
- 明计成在《园冶》一书中写道：“其质磊块，巉巖透空，无耸拔峰峦势，扣之无声。其色洁白……”。

昆山石比较小，常用作盆景，不宜用作假山。